# Res Roma VIII 2023-2024
Questa voce raccoglie le informazioni riguardanti la Res Roma VIII nelle competizioni ufficiali della stagione 2023-2024.

## Divise e sponsor
Il main sponsor era Tiscali, mentre lo sponsor tecnico, fornitore delle tenute, era Joma.
| Casa | Casa 2 | Trasferta |

## Organigramma societario

### Staff tecnico
Area tecnica
- Allenatore: Marco Galletti
- Allenatore in seconda: Fabrizio Galasso
- Preparatore dei portieri: Fabio Morelli
- Preparatore atletico: Marco Tondi, Paolo ?, Diego ?

## Rosa
Rosa, ruoli e numeri di maglia come da profilo ufficiale Facebook
| N. |                    | Ruolo | Calciatrice                  |
| -- | ------------------ | ----- | ---------------------------- |
| 1  | Italia (bandiera)  | P     | Viola Maurilli               |
| 2  | Italia (bandiera)  | D     | Alessia Cianci               |
| 4  | Italia (bandiera)  | D     | Giulia Liberati              |
| 5  | Italia (bandiera)  | C     | Claudia Ridolfi              |
| 6  | Italia (bandiera)  | C     | Luana Fracassi (2º capitano) |
| 7  | Italia (bandiera)  | A     | Arianna Boldrini             |
| 8  | Italia (bandiera)  | C     | Manuela Coluccini            |
| 9  | Italia (bandiera)  | C     | Alicia Tamburro              |
| 10 | Italia (bandiera)  | A     | Vanessa Nagni (capitano)     |
| 11 | Polonia (bandiera) | A     | Martyna Duchnowska           |
| 13 | Italia (bandiera)  | D     | Ludovica Chiappa             |
| 14 | Italia (bandiera)  | A     | Morena Iannazzo              |
| 15 | Italia (bandiera)  | C     | Ilaria Cruciani              |
| 16 | Italia (bandiera)  | C     | Valentina Simeone            |
| 17 | Italia (bandiera)  | D     | Anna Clemente                |
| 18 | Italia (bandiera)  | C     | Cassandra Agati              |
| 19 | Italia (bandiera)  | D     | Nicole Fabbroni              |

| N. |                     | Ruolo | Calciatrice             |
| -- | ------------------- | ----- | ----------------------- |
| 20 | Italia (bandiera)   | C     | Sara Massimi            |
| 21 | Italia (bandiera)   | C     | Sara Pezzi              |
| 22 | Italia (bandiera)   | P     | Serena Caporro          |
| 23 | Italia (bandiera)   | P     | Elisa Viola D'Alessio   |
| 24 | Italia (bandiera)   | D     | Desiree Palombi         |
| 25 | Italia (bandiera)   | D     | ? De Pasquali           |
| 25 | Italia (bandiera)   | D     | Carlotta Ciccone        |
| 27 | Italia (bandiera)   | A     | Linda Montesi           |
| 29 | Bulgaria (bandiera) | C     | Ivana Emilova Naydenova |
| 30 | Italia (bandiera)   | A     | Denise Ferrara          |
| 37 | Italia (bandiera)   | A     | Giulia Verrino          |
| 39 | Italia (bandiera)   | D     | Giulia Antonelli        |
| 45 | Italia (bandiera)   | D     | Flavia Comodi           |
| 77 | Italia (bandiera)   | C     | Martina Lauria          |
| 79 | Italia (bandiera)   | P     | Francesca De Bona       |
| 99 | Bulgaria (bandiera) | C     | Lora Petrova            |

## Calciomercato

### Sessione estiva
| Acquisti | Acquisti          | Acquisti   | Acquisti    |
| R.       | Nome              | da         | Modalità    |
| -------- | ----------------- | ---------- | ----------- |
| P        | Francesca De Bona | Ternana    | definitivo  |
| C        | Claudia Ridolfi   | Tavagnacco | definitivo' |
| A        | Morena Iannazzo   | Torres     | definitivo  |
| A        | Giulia Verrino    | Parma      | in prestito |

| Cessioni | Cessioni | Cessioni | Cessioni |
| R.       | Nome     | a        | Modalità |
| -------- | -------- | -------- | -------- |
|          |          |          |          |

### Sessione invernale
| Acquisti | Acquisti | Acquisti | Acquisti |
| R.       | Nome     | da       | Modalità |
| -------- | -------- | -------- | -------- |
|          |          |          |          |

| Cessioni | Cessioni       | Cessioni | Cessioni   |
| R.       | Nome           | a        | Modalità   |
| -------- | -------------- | -------- | ---------- |
| C        | Martina Lauria |          | svincolata |

## Risultati

### Serie B

#### Girone di andata
| Arbitro: | Decimo (Napoli) |

|           |           |                 |
| Nagni 63’ | Marcatori | 13’, 21’ Dubini |

| Arbitro: | Costa (Busto Arsizio) |

|                   |           |                         |
| De Biase 19’, 54’ | Marcatori | 28’ Nagni 65’ Naydenova |

| Arbitro: | Leone (Avezzano) |

|                       |           |             |
| Nagni 37’, 39’ (rig.) | Marcatori | 23’ Mellano |

| Arbitro: | Menozzi (Treviso) |

|                                                            |           |                             |
| Kongoulī 15’ Ambrosi 25’ Silvioni 90+2’ Spyridonidou 90+3’ | Marcatori | 22’ Duchnowska 26’ Clemente |

| Arbitro: | Liotta (Castellammare di Stabia) |

|              |           |                                                          |
| Boldrini 18’ | Marcatori | 47’, 57’ Palombi 66’ Pittaccio 75’ Moraca 90+4’ Göthberg |

| Arbitro: | Verrocchi (Sulmona) |

|                                                                                        |           |  |
| Tarantino 13’ Di Criscio 32’ Vigliucci 44’ (rig.) Sara Tui 53’ Lombardo 83’ Labate 88’ | Marcatori |  |

| Arbitro: | Tagliente (Brindisi) |

|              |           |                      |
| Clemente 66’ | Marcatori | 74’ Sechi 77’ Jansen |

| Arbitro: | Dallagà (Rovigo) |

|  |           |                                 |
|  | Marcatori | 43’ Lora Petrova 45+2’ Boldrini |

| Arbitro: | Giorgini (Pesaro) |

|                     |           |                                         |
| Barbieri 72’ (rig.) | Marcatori | 45’ Iannazzo 75’ Nagni 90+3’ Duchnowska |

| Arbitro: | Giallorenzo (Sulmona) |

|             |           |             |
| Petrova 67’ | Marcatori | 44’ Rognoni |

| Arbitro: | Cipolloni (Foligno) |

|               |           |  |
| Razzolini 81’ | Marcatori |  |

| Arbitro: | Orlandi (Siracusa) |

|                                       |           |                 |
| Clemente 9’ Najdenova 12’ Petrova 16’ | Marcatori | 52’ Stapelfeldt |

| Arbitro: | Palmieri (Avellino) |

|            |           |                                      |
| Simeone 9’ | Marcatori | 42’ Tonelli 43’, 76’ Landa 84’ Begal |

| Tavagnacco 21 gennaio 2024, ore 14:30 CET 14ª giornata | Tavagnacco                     | 3 – 0 A tavolino referto referto 2 | Res Roma | Stadio comunale\| Arbitro: \| Terribile (Bassano del Grappa) \| |
| Arbitro:                                               | Terribile (Bassano del Grappa) |                                    |          |                                                                 |

| Arbitro: | Selva (Alghero) |

|                                                         |           |                                        |
| Nagni 46’ (rig.) Petrova 73’ Fracassi 78’ Montesi 90+1’ | Marcatori | 51’ (rig.) Bargi 53’ Ferrato 62’ Acuti |

#### Girone di ritorno
| Arbitro: | Gresia (Piacenza) |

|                                     |           |                    |
| Longoni 20’ Cavallin 40’ Codecà 51’ | Marcatori | 65’ (aut.) Asamoah |

| Arbitro: | Dorillo (Torino) |

|  |           |           |
|  | Marcatori | 27’ Pinna |

| Arbitro: | Laganaro (Genova) |

|                   |           |                     |
| Burbassi 81’, 83’ | Marcatori | 45+1’, 54’ Boldrini |

| Arbitro: | D'Andria (Nocera Inferiore) |

|              |           |                            |
| Boldrini 45’ | Marcatori | 40’ Benedetti 54’ Di Luzio |

| Arbitro: | Caggiari (Cagliari) |

|                                                   |           |               |
| Moraca 24’ (rig.) Visentin 28’ Eriksen 47’ (rig.) | Marcatori | 90+4’ Verrino |

| Arbitro: | Recchia (Brindisi) |

|  |           |                                           |
|  | Marcatori | 13’ Pirone 55’ (rig.), 59’, 73’ Vigliucci |

| Arbitro: | Sassano (Padova) |

|                                        |           |  |
| Lonati 24’ Cuciniello 73’ Jansen 90+3’ | Marcatori |  |

| Arbitro: | Rago (Moliterno) |

|                                                                   |           |                       |
| Iannazzo 29’ Naydenova 33’ Boldrini 67’ Montesi 90’ Verrino 90+8’ | Marcatori | 35’ Mele 82’ Fancellu |

| Arbitro: | Ambrosino (Nola) |

|                                 |           |                  |
| Petrova 42’ Iannazzo 85’, 90+2’ | Marcatori | 2’, 25’ Barbieri |

| Arbitro: | Vincenzi (Bologna) |

|                                                                                 |           |                          |
| Sardu 21’ Zanni 22’, 60’ Peretti 23’ Rognoni 55’ Söndergaard 72’, 75’ Bursi 81’ | Marcatori | 84’ Iannazzo 90’ Montesi |

| Arbitro: | Tierno (Sala Consilina) |

|                              |           |                       |
| Nagni 38’ (rig.) Montesi 75’ | Marcatori | 1’ Carcassi 84’ Rossi |

| Arbitro: | Atanasov (Verona) |

|  |           |                |
|  | Marcatori | 38’ Duchnowska |

| Arbitro: | Giannì (Reggio Emilia) |

|                              |           |                                                |
| Picchi 3’, 67’ Marengoni 45’ | Marcatori | 70’ Antonelli 85’ Montesi 90+9’ (rig.) Simeone |

| Arbitro: | Amadei (Terni) |

|              |           |  |
| Fracassi 79’ | Marcatori |  |

| Arbitro: | Balducci (Empoli) |

|             |           |                            |
| Campora 84’ | Marcatori | 25’ Naydenova 54’ Clemente |

### Coppa Italia
| Arbitro: | Iheukwumere (L'Aquila) |

|                           |           |  |
| Naydenova 90’ Nagni 90+5’ | Marcatori |  |

| Arbitro: | Gallorini (Arezzo) |

|  |           |                           |
|  | Marcatori | 80’, 90+5’ (rig.) Banusic |

## Statistiche

### Statistiche di squadra
| Competizione | Punti | In casa | In casa | In casa | In casa | In casa | In casa | In trasferta | In trasferta | In trasferta | In trasferta | In trasferta | In trasferta | Totale | Totale | Totale | Totale | Totale | Totale | DR  |
| Competizione | Punti | G       | V       | N       | P       | Gf      | Gs      | G            | V            | N            | P            | Gf           | Gs           | G      | V      | N      | P      | Gf     | Gs     | DR  |
| ------------ | ----- | ------- | ------- | ------- | ------- | ------- | ------- | ------------ | ------------ | ------------ | ------------ | ------------ | ------------ | ------ | ------ | ------ | ------ | ------ | ------ | --- |
| Serie B      | 35    | 15      | 6       | 2       | 7       | 26      | 32      | 15           | 4            | 3            | 8            | 21           | 40           | 30     | 10     | 5      | 15     | 47     | 72     | -25 |
| Coppa Italia | -     | 2       | 1       | 0       | 1       | 2       | 2       | -            | -            | -            | -            | -            | -            | 2      | 1      | 0      | 1      | 2      | 2      | 0   |
| Totale       | -     | 17      | 7       | 2       | 8       | 28      | 34      | 15           | 4            | 3            | 8            | 21           | 40           | 32     | 11     | 5      | 16     | 49     | 74     | -25 |

### Andamento in campionato
| Giornata  | 1 | 2  | 3 | 4  | 5  | 6  | 7  | 8  | 9 | 10 | 11 | 12 | 13 | 14 | 15 | 16 | 17 | 18 | 19 | 20 | 21 | 22 | 23 | 24 | 25 | 26 | 27 | 28 | 29 | 30 |
| --------- | - | -- | - | -- | -- | -- | -- | -- | - | -- | -- | -- | -- | -- | -- | -- | -- | -- | -- | -- | -- | -- | -- | -- | -- | -- | -- | -- | -- | -- |
| Luogo     | C | T  | C | T  | C  | T  | C  | T  | T | C  | T  | C  | C  | T  | C  | T  | C  | T  | C  | T  | C  | T  | C  | C  | T  | C  | T  | T  | C  | T  |
| Risultato | P | N  | V | P  | P  | P  | P  | V  | V | N  | P  | V  | P  | P  | V  | P  | P  | N  | P  | P  | P  | P  | V  | V  | P  | N  | V  | N  | V  | V  |
| Posizione | 9 | 13 | 9 | 10 | 10 | 13 | 13 | 11 | 9 | 10 | 10 | 9  | 10 | 10 | 9  | 11 | 11 | 11 | 11 | 11 | 12 | 12 | 12 | 11 | 11 | 12 | 11 | 11 | 11 | 11 |

Legenda:

Luogo: C = Casa; T = Trasferta. Risultato: V = Vittoria; N = Pareggio; P = Sconfitta.

### Statistiche delle giocatrici
| Giocatore            | Serie B  | Serie B | Serie B     | Serie B    | Coppa Italia | Coppa Italia | Coppa Italia | Coppa Italia | Totale   | Totale | Totale      | Totale     |
| Giocatore            | Presenze | Reti    | Ammonizioni | Espulsioni | Presenze     | Reti         | Ammonizioni  | Espulsioni   | Presenze | Reti   | Ammonizioni | Espulsioni |
| -------------------- | -------- | ------- | ----------- | ---------- | ------------ | ------------ | ------------ | ------------ | -------- | ------ | ----------- | ---------- |
| C.C. Agati           | -        | -       | -           | -          | -            | -            | -            | -            | -        | -      | -           | -          |
| G. Antonelli         | 23       | 1       | 2           | 0          | 1            | 0            | 0            | 0            | 24       | 1      | 2           | 0          |
| A. Boldrini          | 29       | 6       | 1           | 1          | 1            | 0            | 0            | 0            | 30       | 6      | 1           | 1          |
| S. Caporro           | 2        | 0       | 0           | 0          | -            | -            | -            | -            | 2        | 0      | 0           | 0          |
| L. Chiappa           | -        | -       | -           | -          | -            | -            | -            | -            | -        | -      | -           | -          |
| A. Cianci            | 11       | 0       | 1           | 0          | 1            | 0            | 0            | 0            | 12       | 0      | 1           | 0          |
| C. Ciccone           | 2        | 0       | 0           | 0          | -            | -            | -            | -            | 2        | 0      | 0           | 0          |
| A. Clemente          | 26       | 3       | 4           | 0          | 1            | 0            | 0            | 0            | 27       | 3      | 4           | 0          |
| M. Coluccini         | 9        | 0       | 0           | 0          | 0            | 0            | 0            | 0            | 9        | 0      | 0           | 0          |
| F. Comodi            | 3        | 0       | 0           | 0          | 0            | 0            | 0            | 0            | 3        | 0      | 0           | 0          |
| I. Cruciani          | 1        | 0       | 0           | 0          | -            | -            | -            | -            | 1        | 0      | 0           | 0          |
| V.E. D'Alessio       | 0        | 0       | 0           | 0          | -            | -            | -            | -            | 0        | 0      | 0           | 0          |
| F. De Bona           | 19       | -43     | 0           | 0          | 2            | -2           | 0            | 0            | 21       | -45    | 0           | 0          |
| ?. De Pasquali       | -        | -       | -           | -          | -            | -            | -            | -            | -        | -      | -           | -          |
| M. Duchnowska        | 27       | 3       | 1           | 0          | 1            | 0            | 0            | 0            | 28       | 3      | 1           | 0          |
| N. Fabbroni          | 0        | 0       | 0           | 0          | 0            | 0            | 0            | 0            | 0        | 0      | 0           | 0          |
| D. Ferrara           | 1        | 0       | 0           | 0          | -            | -            | -            | -            | 1        | 0      | 0           | 0          |
| L. Fracassi          | 29       | 2       | 3           | 0          | 2            | 0            | 0            | 0            | 31       | 2      | 3           | 0          |
| M. Iannazzo          | 24       | 6       | 0           | 0          | 1            | 0            | 0            | 0            | 25       | 6      | 0           | 0          |
| M. Lauria            | -        | -       | -           | -          | -            | -            | -            | -            | -        | -      | -           | -          |
| G. Liberati          | 23       | 0       | 3           | 0          | 2            | 0            | 0            | 0            | 25       | 0      | 3           | 0          |
| A. Marino            | -        | -       | -           | -          | -            | -            | -            | -            | -        | -      | -           | -          |
| S. Massimi           | 25       | 0       | 3           | 0          | 1            | 0            | 0            | 0            | 26       | 0      | 3           | 0          |
| V. Maurilli          | 12       | -28     | 1           | 0          | 0            | 0            | 0            | 0            | 12       | -28    | 1           | 0          |
| L. Montesi           | 26       | 5       | 2           | 0          | 0            | 0            | 0            | 0            | 26       | 5      | 2           | 0          |
| V. Nagni             | 24       | 7       | 3           | 0          | 2            | 1            | 0            | 0            | 26       | 8      | 3           | 0          |
| I. Emilova Naydenova | 26       | 4       | 2           | 0          | 2            | 1            | 0            | 0            | 28       | 5      | 2           | 0          |
| D. Palombi           | -        | -       | -           | -          | -            | -            | -            | -            | -        | -      | -           | -          |
| L. Petrova           | 30       | 5       | 3           | 0          | 2            | 0            | 0            | 0            | 32       | 5      | 3           | 0          |
| S. Pezzi             | 11       | 0       | 0           | 0          | -            | -            | -            | -            | 11       | 0      | 0           | 0          |
| C. Ridolfi           | 9        | 0       | 0           | 1          | 0            | 0            | 0            | 0            | 9        | 0      | 0           | 1          |
| V. Simeone           | 28       | 2       | 6           | 1          | 2            | 0            | 0            | 0            | 30       | 2      | 6           | 1          |
| A. Tamburro          | 6        | 0       | 0           | 0          | 1            | 0            | 0            | 0            | 7        | 0      | 0           | 0          |
| G. Verrino           | 18       | 2       | 3           | 0          | 0            | 0            | 0            | 0            | 18       | 2      | 3           | 0          |